# Liste der Ehrenbürger von Mittelsinn
Die Ehrenbürgerwürde ist die höchste Auszeichnung der Gemeinde Mittelsinn.
Seit dem Zweiten Weltkrieg wurden drei Personen zu Ehrenbürgern ernannt.
Hinweis: Die Auflistung erfolgt chronologisch nach Datum der Zuerkennung.

## Die Ehrenbürger der Gemeinde Mittelsinn
1. Leo Vogt (* 7. Februar 1901 in Frammersbach; † 20. April 1987 in Lohr a.Main)
Bürgermeister
Verleihung am 6. Februar 1971
Vogt kam 1909 mit seiner Mutter nach Mittelsinn, die nach dem Tod ihres ersten Mannes den dort ansässigen Bauern August Zwirlein geheiratet hatte. Der Beruf führte ihn zunächst in die Fremde. Nach Ende des Zweiten Weltkriegs kehrte er im Oktober 1945 wieder nach Mittelsinn zurück und fand eine Anstellung bei der Metzgerei Ullrich. Später heiratete er in die Metzgerei ein. Von 1952 bis 1972 war er Bürgermeister von Mittelsinn. In seiner Amtszeit wurde die Dorfstraßen modernisiert und die Kanalisation gebaut. Er war Ehrenmitglied des Turnvereins und der Freiwilligen Feuerwehr.
2. Karl Wendel (* 9. März 1910 in Offenbach am Main; † 5. September 1980 in Mittelsinn)
Bürgermeister
Verleihung 1980
Wendel kehrte schwer verwundet aus dem Zweiten Weltkrieg zurück und trat in den folgenden Jahren als Vorsitzender des VdK-Ortsverbandes Mittelsinn und des VdK-Kreisverbandes Gemünden für die Belange der Kriegsversehrten und der Hinterbliebenen der Kriegsopfer ein. Ab 1955 war er Vorsitzender des Turnvereins. Auf sein Betreiben entstand die neue Turnhalle, die 1962 eingeweiht wurde.
3. Hans August Fischer (* 10. Oktober 1920 in Mittelsinn; † 13. Juni 2025 in Bonn)
Stiftungsgründer
Verleihung am 21. Juli 2011
Fischer war Ministerialdirigent im Bundesministerium für Wirtschaft. Er ist Verfasser zahlreicher wirtschaftspolitischer Abhandlungen. Ende 2007 gründete er die nach ihm benannte Heimatstiftung, die die Erhaltung ortsbildprägender Baudenkmäler fördert.